# Serge Papagalli
Pour les articles homonymes, voir Papagalli.
 (décembre 2017).
Si vous disposez d'ouvrages ou d'articles de référence ou si vous connaissez des sites web de qualité traitant du thème abordé ici, merci de compléter l'article en donnant les références utiles à sa vérifiabilité et en les liant à la section « Notes et références ».
Serge Papagalli est un auteur, metteur en scène et comédien français né le 4 mars 1947 à Grenoble.

## Biographie
Serge Papagalli naît le 4 mars 1947 à Grenoble. Sa famille est originaire de Gênes. Il fait ses débuts au théâtre à Grenoble en 1971.
Dans les années 1980, il tourne dans toute la France avec son spectacle Plus la peine de frimer. Claude Villers le voit à Avignon et promet de faire appel à lui si l'occasion se présente.
L'occasion se présente en février 1983, lorsque Villers et Pierre Desproges se fachent. Serge Papagalli devient alors un des remplaçants de Desproges dans l'émission radiophonique Le Tribunal des flagrants délires . L'émission s'arrête en septembre 1983.
De 1983 à 1999, Serge Papagalli est directeur et programmateur du Théâtre 145 de Grenoble.
En 2004, sa carrière décolle au niveau national grâce à son rôle de Guethenoc dans la série Kaamelott créée par Alexandre Astier, il interprète un paysan au service du Roi Arthur, son personnage est caractérisé par ses expressions et son accent très dauphinois, il se rend souvent à la forteresse de Kaamelott en séance de doléance soit pour se plaindre sans motifs valables ou pour se faire recadrer par le roi Arthur en général accompagné de Léodagan de Carmelide, Bohort de Gaunes ou encore Lancelot du Lac à cause de ses différents conflits avec Roparzh un autre paysan de Kaamelott, lesquels mettent parfois en péril la sécurité du royaume.
Il est interviewé par Christophe Chabert dans l'acte IV « Géopolitique du royaume » du film documentaire Aux Sources de Kaamelott réalisé entre 2006 et 2010 pour accompagner l'intégrale « Les Six Livres » des DVD de la série télévisée, où il se qualifie de José Bové de Kaamelott.
Serge Papagalli écrit et joue des sketchs sur le Dauphiné, les Dauphinoises et les Dauphinois, dans lesquels il accentue l'accent dauphinois et le jargon propre, provenant des mots de souche arpitane.
Il est le père de l'auteur de bande dessinée Alfred.

## Théâtre

### Auteur et comédien
- Plus la peine de frimer (1982)
- Un palmier dans la tête (1983)
- Rencontre du 3e âge (1984)
- De 1984 à 1992, une dizaine de spectacles
- On a beau dire, c'est parfois le contraire (1993)
- Le Dauphinois libéré (1996)
- Les Maracas du chihuahua ou le plus petit chien du monde fait du bruit comme il peut (1999)
- Négociant en vain (2000)
- Agaceries (2003)
- Néron et compagnie (2004)
- On est pas des quand même (2006)
- Papagalli conte et narre, Les contes populaires du Dauphiné (2007)
- Manger pour ne rien dire (2007)
- La Nage de l'enclume, avec le comédien Gilles Arbona (2008)
- Parole de Dauphinois, la solitude du buveur de fond (2009).
- On va tâcher moyen (2010)
- Salle défaite (2011)
- La Position de l'autruche (2014)
- La Santé par les plantes (2014)
- À quoi servent les points-virgules (2015)
- Nid de frelons (2016)
- Pourquoi ? Parce que ! (2017)
- Papagalli chante... mais cause toujours (2018)
- La Buvette, le Tracteur et le Curé (2019)
- Western ! (Octobre 2020 MC2)

### Metteur en scène et comédien
- La Puce à l'oreille (1994), de Georges Feydeau
- Varietà (1998), tirée d'une pièce d'Eduardo De Filippo Ogni anno punto a capo
- Mais n'te promène donc pas toute nue ! (2005), de Georges Feydeau

### Comédien du répertoire classique ou contemporain
- Avec Daniel Mesguich en 1983 dans Roméo et Juliette
- Dans une pièce de Bruno Carlucci Mandrin
- L'ingénieur dans Le jour se lève Léopold de Serge Valletti
- Mercuzio dans Roméo et Juliette, mise en scène Jean-Vincent Brisa
- Argan dans Le Malade imaginaire, mise en scène Jean-Vincent Brisa (1997)
- Peachum dans L'Opéra de quat'sous de Bertolt Brecht sous la direction d'Yvon Chaix (1997)
- Avec Lotfi Achour dans Dancing de Natacha de Pontcharra
- Harpagon dans L'Avare, mise en scène Jean-Vincent Brisa (2002)
- Bottom dans Le Songe d'une nuit d'été de Shakespeare, mise en scène Jean-Vincent Brisa (2003)
- Proutto dans Le Sacré Livre de Proutto de Roland Topor, avec Luis Rego, mise en scène Pasquale D'Inca (2003)
- Talleyrand dans Le Souper de Jean-Claude Brisville, mise en scène Jean-Vincent Brisa (2005).

### Textes enregistrés
- Tartarin de Tarascon. Texte lu par Claude Villers et Serge Papagalli, 1986. Collection Folio Junior Livres-cassettes, Gallimard Jeunesse  (ISBN 207032401X).
- Les Lettres de mon Moulin, Collection Folio Junior Livres-cassettes, Gallimard Jeunesse.

## Filmographie

### Cinéma

#### Acteur
- 1972 : Le Franc-tireur de Jean-Max Causse : le fermier
- 1981 : La Femme d'à côté de François Truffaut : un journaliste
- 1985 : Le temps d'un instant  de Pierre Jallaud : le voisin
- 2014 : Astérix : Le Domaine des dieux de Louis Clichy et Alexandre Astier : Abraracourcix
- 2016 : Les Visiteurs : La Révolution de Jean-Marie Poiré : le cocher
- 2017 : 350 m/s : Victor
- 2018 : Astérix : Le Secret de la potion magique de  Louis Clichy et Alexandre Astier : Abraracourcix
- 2018 : Le Dernier Vermouth de Germain et Robin Aguesse : Serge (court-métrage)
- 2021 : Kaamelott : Premier Volet d'Alexandre Astier : Guethenoc
- 2025 : Kaamelott : Deuxième volet partie 1 d’Alexandre Astier : Guethenoc

#### Réalisateur et acteur
- 2010 : Mais, y va où le monde ? (Sept hectares en pente)[4], Sortie le 23 février 2011 au Cinéma[5] (tournage été 2010) : Aimé Maudru

### Télévision
Papagalli a joué divers rôles à la télévision, dont:
- Dans les années 90[Quand ?], invité-vedette de la parodie d'émission télé Chaud les Vamps, dans le rôle du cuisinier d'un restaurant où Les Vamps vont dîner et participe au clip de la chanson La Vampada interprétée par le duo.
- Guethenoc, un paysan, dans la série Kaamelott, entre 2005 et 2009.
- Brève apparition[Quand ?]dans la série télévisée Louis la Brocante avec Victor Lanoux.

### Voix
- 2019 : Abraracourcix dans l'attraction Attention Menhir au Parc Astérix
- 2019 : Abraracourcix dans le jeu vidéo Astérix & Obélix XXL 3 : Le Menhir de cristal